# Starting Over (Raspberries)
| Recensione       | Giudizio |
| ---------------- | -------- |
| AllMusic         | [ 2 ]    |
| Robert Christgau | A-       |

Starting Over è il quarto (e ultimo) album discografico dei Raspberries, pubblicato dalla casa discografica Capitol Records nell'ottobre del 1974.
Lineup del gruppo rinnovato per metà, Michael McBride subentra alla batteria a Jim Bonfanti, il bassista Scott McCarl sostituisce David Smalley.

## Tracce

### LP
Lato A (ST 1-11329)
1. Overnight Sensation (Hit Record) (Voce solista: Eric Carmen) – 5:34 (Eric Carmen)
2. Play On (Voce solista: Scott McCarl) – 3:01 (Eric Carmen, Scott McCarl)
3. Party's Over (Voce solista: Wally Bryson) – 3:14 (Wally Bryson)
4. I Don't Know What I Want (Voce solista: Eric Carmen) – 4:13 (Eric Carmen)
5. Rose Coloured Glasses (Voce solista: Scott McCarl) – 3:38 (Scott McCarl)

Lato B (ST 2-11329)
1. All Through the Night (Voce solista: Eric Carmen) – 4:30 (Eric Carmen, Michael McBride)
2. Cruisin Music (Voce solista: Eric Carmen) – 3:09 (Eric Carmen)
3. I Can Hardly Believe You're Mine (Voce solista: Eric Carmen e Scott McCarl) – 3:34 (Eric Carmen, Scott McCarl)
4. Cry (Voce solista: Eric Carmen) – 2:41 (Eric Carmen, Scott McCarl)
5. Hands on You (Voce solista: Wally Bryson e Scott McCarl) – 2:22 (Wally Bryson, Scott McCarl)
6. Starting Over (Voce solista: Eric Carmen) – 4:10 (Eric Carmen)

## Formazione
- Eric Carmen - chitarra ritmica, piano, sintetizzatore, voce
- Wally Bryson - chitarra elettrica solista, chitarra acustica, chitarra ritmica, voce
- Scott McCarl - basso, chitarra acustica, voce
- Michael McBride - batteria, cori

Ospite
- Jeff "Elbows" Hutton - tastiere

Note aggiuntive
- Jimmy Ienner - produttore (con la C.A.M. Productions)
- Registrazioni effettuate al The Record Plant di New York
- Arrangiamenti: Raspberries
- Arrangiamenti strumenti a fiato e strumenti a corda di Charlie Calello
- Shelly Yakus - ingegnere delle registrazioni
- Kevin Herron, Jimmy "Shoes" Iovine, Corky Stasick, Rod O'Brien e Dave Thoener - assistenti ingegnere delle registrazioni
- Mastering effettuato al The Master Cutting Room (New York) da Tom Rabstenek e Greg Calbi
- Richard Dilello - design e foto copertina album[4]

## Classifica
Album
| Anno | Classifica    | Posizione raggiunta |
| ---- | ------------- | ------------------- |
| 1974 | Billboard 200 | 143                 |

Singoli
| Anno | Titolo del brano                 | Classifica        | Posizione raggiunta |
| ---- | -------------------------------- | ----------------- | ------------------- |
| 1974 | Overnight Sensation (Hit Record) | Billboard Hot 100 | 18                  |